# 메탈리스트 경기장
메탈리스트 경기장(우크라이나어: Стадіон «Металіст»)은 우크라이나 하르키우에 위치한 다목적 경기장으로 38,633명을 수용할 수 있다. 1925년에 성령 묘지 터에 건설되었으며 1926년 9월 12일에 개장했다. 2007년부터 2009년까지 대규모 보수 공사가 진행되었으며 UEFA 유로 2012 경기장으로 선정되었다.
본래는 메탈리스트 하르키우의 홈 구장으로 사용되었으나, 2016년에 재정난으로 인해 해체된 이후에는 이 팀을 대신하여 창단한 FC 메탈리스트 1925 하르키우가 사용하고 있다. 또한 2017년부터는 돈바스 전쟁으로 인해 도네츠크에 위치한 홈 구장인 돈바스 아레나의 사용이 불가능한 FC 샤흐타르 도네츠크가 임시로 사용하고 있다.